# Жеро Дирок
Жеро Дирок (фр. Gérard Christophe Michel Duroc; 1772–1813) је био француски генерал, учесник Француских револуционарних и Наполеонових ратова.

## Биографија
Каријеру је започео у француској Италијанској армији 1796. године као артиљеријски поручник. Стекао је поверење Наполеона Бонапарте и постао његов ађутант. Учествовао је и у Наполеоновој инвазији на Египат и у државном удару 18. бримера. Као бригадни генерал, вршио је разне поверљиве дипломатске мисије на шведском и руском двору. Након проглашења Француског царства (1804), постао је велики маршал двора. Следеће године упућен је у Берлин где је убедио Прусе да не улазе у рат са Француском. У рату 1806-7. је потписао примирје које је претходило Тилзитском миру. Пратио је Наполеона у Шпанији; учествовао је у биткама код Еслинга и Ваграма 1809. године, а и у Наполеоновом походу на Русију. Извршио је 1813. године реорганизацију гарде. Исте године је у бици код Бауцена смртно рањен.